# Samet Akaydin
Samet Akaydin (ur. 13 marca 1994 w Trabzonie) – turecki piłkarz, występujący na pozycji obrońcy w greckim klubie Panathinaikos AO, do którego został wypożyczony z Fenerbahçe SK oraz w reprezentacji Turcji. Uczestnik Mistrzostw Europy 2024.

## Statystyki

### Klubowe
Na podstawie:
| Klub                     | Sezonów | Liga               | Liga  | Liga   | Puchar krajowy | Puchar krajowy | Kontynentalne | Kontynentalne | Suma  | Suma   |
| Klub                     | Sezonów | Liga               | Mecze | Bramki | Mecze          | Bramki         | Mecze         | Bramki        | Mecze | Bramki |
| ------------------------ | ------- | ------------------ | ----- | ------ | -------------- | -------------- | ------------- | ------------- | ----- | ------ |
| Arsinspor                | 1       | 3. Lig             | 4     | 0      | 0              | 0              | –             | –             | 35    | 9      |
| Sancaktepe FK            | 3       | 3. Lig             | 99    | 7      | 9              | 0              | –             | –             | 140   | 9      |
| Sancaktepe FK            | 1       | 2. Lig             | 32    | 2      | 9              | 0              | –             | –             | 140   | 9      |
| Şanlıurfaspor            | 1       | 2. Lig             | 34    | 3      | 0              | 0              | –             | –             | 34    | 3      |
| Ankara Keçiörengücü S.K. | 2       | 1. Lig             | 49    | 4      | 0              | 0              | –             | –             | 49    | 4      |
| Adana Demirspor          | 1       | 1. Lig             | 6     | 0      | 3              | 1              | –             | –             | 58    | 5      |
| Adana Demirspor          | 2       | Süper Lig          | 49    | 4      | 3              | 1              | –             | –             | 58    | 5      |
| Fenerbahçe SK            | 2       | Süper Lig          | 27    | 0      | 4              | 0              | 3             | 0             | 34    | 0      |
| Panathinaikos AO         | 1       | Superleague Ellada | 12    | 0      | 3              | 0              | –             | –             | 15    | 0      |
|                          | Łącznie | Łącznie            | 312   | 20     | 19             | 1              | 3             | 0             | 334   | 21     |

### Reprezentacyjne
Na podstawie:
| Występy i gole w reprezentacji | Występy i gole w reprezentacji | Występy i gole w reprezentacji | Występy i gole w reprezentacji | Występy i gole w reprezentacji | Występy i gole w reprezentacji | Występy i gole w reprezentacji | Występy i gole w reprezentacji |
| Lp.                            | Data                           | Miasto                         | Przeciwnik                     | Wynik                          | Gole                           | Inne                           | Rozgrywki                      |
| ------------------------------ | ------------------------------ | ------------------------------ | ------------------------------ | ------------------------------ | ------------------------------ | ------------------------------ | ------------------------------ |
| 1.                             | 19.11.2022                     | Gaziantep                      | Czechy                         | 2:1 (1:0)                      |                                |                                | mecz towarzyski                |
| 2.                             | 12.10.2023                     | Osijek                         | Chorwacja                      | 1:0 (1:0)                      |                                |                                | Eliminacje EURO 2024           |
| 3.                             | 15.10.2023                     | Konya                          | Łotwa                          | 4:0 (0:0)                      |                                | asysta                         | Eliminacje EURO 2024           |
| 4.                             | 21.11.2023                     | Cardiff                        | Walia                          | 1:1 (0:1)                      |                                |                                | Eliminacje EURO 2024           |
| 5.                             | 22.03.2024                     | Budapeszt                      | Węgry                          | 0:1 (0:0)                      |                                | 57'                            | mecz towarzyski                |
| 6.                             | 10.06.2024                     | Warszawa                       | Polska                         | 1:2 (0:1)                      | 73'                            |                                | mecz towarzyski                |
| 7.                             | 21.03.2024                     | Dortmund                       | Gruzja                         | 3:1 (1:1)                      |                                |                                | EURO 2024                      |

## Sukcesy
Na podstawie:

### Klubowe
Z Fenerbahçe:
- Puchar Turcji 2022/23

Z Panathinaikos AO:
- Puchar Grecji 2023/24